# Paternal Leave
Paternal Leave è un film drammatico del 2025 diretto da Alissa Jung, al suo debutto nella regia di un lungometraggio.

## Trama
Il film segue il viaggio della quindicenne Leo verso la riviera romagnola per incontrare per la prima volta il padre biologico che non ha mai conosciuto.

## Produzione
Il film, scritto e diretto da Alissa Jung, è stato co-prodotto dalla casa di produzione tedesca Match Factory Productions e quella italiana Wildside.
Il film è stato girato tra febbraio e marzo 2024 sia in Italia presso il Parco interregionale Delta del Po, tra Veneto e Emilia-Romagna, e nei comuni di Comacchio, Argenta e Cesena, che a Monaco di Baviera.

## Distribuzione
Il film è stato selezionato nella sezione Generation 14plus del 75° Festival Internazionale del Cinema di Berlino, dove è stato proiettato in anteprima mondiale il 15 febbraio 2025. Il film è stato reso disponibile nelle sale cinematografiche italiane dal 15 maggio 2025 da Vision Distribution.

## Accoglienza
Il film è stato accolto con recensioni generalmente positive da parte della critica cinematografica italiana.
In una recensione positiva Alessandra De Luca di Ciak scrive che «Paternal Leave ribalta il genere coming of age fotografando il percorso di crescita di un padre» in cui la regista  «trova il giusto equilibrio tra silenzi e parole, con una poetica intimità che non rinuncia alla durezza del reale».